# Корнелюк Павло Володимирович
Павло́ Володи́мирович Корнелю́к (22 травня 1988 — 13 грудня 2017) — український військовик, старший солдат Збройних Сил України, Учасник російсько-української війни. Кавалер ордена «За мужність» III ступеня.

## Життєпис
Народився 1988 року в місті Вінниця, виростав з молодшим братом. Закінчив школу № 29, Вінницький технічний коледж — за спеціальністю «конструювання, виробництво та технічне обслуговування радіотехнічних пристроїв», технік-конструктор. 2012 року закінчив Академію внутрішніх справ у Києві, працював дільничним у Мурованокуриловецькому райвідділку міліції; офіцер МВС. Захоплювався історією.
14 липня 2017 року уклав контракт із ЗСУ; після підготовки на полігоні у вересні поїхав на фронт. Старший солдат, розвідник-кулеметник 131-го батальйону.

## Обставини загибелі
13 грудня 2017-го в передвечірній час зазнав вогнепального поранення голови — куля снайпера зрикошетила, влучивши у брус — на спостережному пункті поблизу Донецької фільтрувальної станції (у напрямку окупованого селища Крута Балка). Через 2 години помер у військовому госпіталі міста Авдіївка.
16 грудня 2017 року похований на Алеї Слави Центрального міського цвинтаря Вінниці.

## Родина
Без Павла лишились батько, мама Світлана Борисівна, брат, дружина та донька Аніта 2015 р.н.

## Нагороди та вшанування
- Указом Президента України № 98/2018 від 6 квітня 2018 року «за особисту мужність і самовіддані дії, виявлені у захисті державного суверенітету та територіальної цілісності України, зразкового виконання військового обов'язку» — нагороджений орденом «За мужність» III ступеня[1].
- 22 травня 2018 у вінницькій школі-коледжі № 29 відкрито й освячено пам'ятну дошку на честь Павла Корнелюка[2].
- Вшановується в меморіальному комплексі «Зала пам'яті», в щоденному ранковому церемоніалі 13 грудня[3][4].